# 英特爾國際科技展覽會
英特爾國際科技工程大奖赛（英語：Intel International Science and Engineering Fair）是世界上規模最大的中學生科學競賽。素有全球青少年科学竞赛的“世界杯”之美誉，大奖赛亦被称为诺贝尔奖的摇篮，很多位诺贝尔奖得奖者在学生时期都曾参加过这个竞赛，包括2008年诺贝尔化学奖得主钱永健，他也是中国火箭之父钱学森的堂侄。大奖赛得主，更有機會被 「國際天文學聯盟」用作命名天上的小行星。
由美国科学与公众社团(Society for Science & the Public)，其前名为科学服务社（Science Service）于1950年创办的美国中学生科学博览会发展而来。美国科学与公众社团是设立在美国华盛顿的一个公益组织，其宗旨是推动科学的发展和技术的进步。作为对支持赞助ISEF的企业回报，科学服务社把竞赛的冠名权授给领衔赞助的企业。1996年，英特尔公司投入巨资成为该竞赛的领衔赞助，并通过一系列的支持活动来推广这一赛事。自1997年開始由英特爾公司贊助。随后的10多年来，英特尔逐步开发、提升了给予学生的奖励，增设教育家论坛（Educator Academy）和与大赛相关的其他活动，使得大赛的影响力和知名度不断扩大。这赛事迄今已有60年的历史。
竞赛学科包括了所有自然科学和部分社会科学内容， 它为全球最优秀的小科学家和发明家们提供了互相交流， 展示最新科技成果的舞台。每年有来自75个国家，超过1700名的青少年科学家为赢得16个科学类别和1个团队项目类别的总价超过400万美金的奖学金和奖品展开激烈的角逐。获奖者除了高额奖金外，还可参加当年诺贝尔奖颁奖典礼，还能经美国麻省理工学院林肯实验室以获奖者的名字为小行星命名，并且能优先就读麻省理工学院，哈佛大学等名校。Intel ISEF每年邀请1,000多名不同科学和工程学学科的专家，包括数十位诺贝尔奖获得者负责评判项目，并在大奖赛期间与学生进行广泛的交流。每位评委必须拥有博士学位，或拥有8年相关科研经验。裁判由主办机构的组委会遴选。

## 舉辦地
- 2006:美國印第安納州印第安納波利斯 5月7-12日
- 2007:美國新墨西哥州阿爾伯克基 5月13-19日
- 2008:美國喬治亞州亞特蘭大 5月11-17日
- 2009:美國內華達州里諾 5月10-15日
- 2010:美國加利福尼亞州聖何塞
- 2011:美國加利福尼亞州洛杉磯
- 2012:美國賓夕法尼亞州匹茲堡
- 2013:美國亚利桑那州凤凰城
- 2014:美國加利福尼亞州洛杉磯
- 2015:美國賓夕法尼亞州匹茲堡
- 2016:美國亚利桑那州凤凰城
- 2017:美國加利福尼亞州洛杉磯
- 2018:美國賓夕法尼亞州匹茲堡
- 2019:美國亚利桑那州凤凰城
- 2020:美國加利福尼亞州安納罕市 因新冠狀病毒疫情取消

## 獎項

### 高登·厄爾·摩爾獎（The Gordon E. Moore Award）
高登·厄爾·摩爾獎是該賽事最高金額的奬項，得主可獲高達$75,000美元的奬金。得主一名。

### 英特爾基金會青年科學家獎（Intel Foundation Young Scientist Awards）
英特爾基金會青年科學家獎是該賽事第二高金額的奬項，得主可獲高達$50,000美元的奬金。得主兩名。

### 英特爾分類獎項首獎（Intel Best of Category Awards）
得主可獲達$5,000美元的奬金。

### 英特爾ISEF大會獎（Intel ISEF Grand Awards）

#### 一等獎
得主可獲達$3,000美元的奬金。

#### 二等獎
得主可獲達$1,500美元的奬金。

#### 三等獎
得主可獲達$1,000美元的奬金。

#### 四等獎
得主可獲達$500美元的奬金。

## 獎項分類
- 動物科學（Animal Sciences, AS）
- 行為與社會科學（Behavioral and Social Sciences, BE）
- 生物化學（Biochemistry, BI）
- 生物醫藥和健康科學 BIOMEDICAL AND HEALTH SCIENCES
- 細胞與分子生物學（Cellular and Molecular Biology, CB）
- 化學（Chemistry, CH）
- 計算生物學和生物信息學 COMPUTATIONAL BIOLOGY AND BIOINFORMATICS
- 地球和環境科學 EARTH AND ENVIRONMENTAL SCIENCES
- 嵌入式系統 EMBEDDED SYSTEMS
- 能源:化工 ENERGY: CHEMICAL
- 能源:物理 ENERGY: PHYSICAL
- 工程力學 ENGINEERING MECHANICS
- 環境工程 ENVIRONMENTAL ENGINEERING
- 材料科學 MATERIALS SCIENCE
- 數學 (MATHEMATICS)
- 微生物學 MICROBIOLOGY
- 物理和天文學 PHYSICS AND ASTRONOMY
- 植物科學 PLANT SCIENCES
- 機器人與智能機 ROBOTICS AND INTELLIGENT MACHINES
- 系統軟件 SYSTEMS SOFTWARE

## 獲獎者

### 香港
- 陳易希 「智能保安机器人」「物理学」大會獎二等奖 中華基督教會譚李麗芬紀念中學 2005
- 陳嘉鍵 「神奇纖維塑料」「環境管理學」大會獎一等獎、學科最優秀項目大獎 香港中文大學 [1]2007
- 劉德誠 「防撞鎖」 二等獎 瑪利諾神父教會學校 2008
- 劉德健 「防撞鎖」 二等獎 瑪利諾神父教會學校 2008
- 黃耀德 「可屈曲的生物太陽能電板」二等獎 中華基金中學 [2]2012
- 潘駿生 「可屈曲的生物太陽能電板」二等獎 中華基金中學 2012
- 崔雍健 「可屈曲的生物太陽能電板」二等獎 中華基金中學 2012
- 衛晉穅 「聚苯胺制毒氣探測器」「化學」大會獎二等獎 英皇書院 2012
- 雷逸文 「聚苯胺制毒氣探測器」「化學」大會獎二等獎 英皇書院 2012
- 袁健康 「聚苯胺制毒氣探測器」「化學」大會獎二等獎 英皇書院 2012
- 簡泳怡 「可生物降解防敏感膠布」二等獎 瑪利諾神父教會學校 [3]2014
- 陳帝羲 「傳統中醫染銀診斷法及其作為慢性腎衰竭快速檢查的可能性」「化學」大會獎一等獎、學科最優秀項目大獎、菲利普斯瑞奇紀念獎 英皇書院 [4]2014
- 方爾海 「傳統中醫染銀診斷法及其作為慢性腎衰竭快速檢查的可能性」「化學」大會獎一等獎、學科最優秀項目大獎、菲利普斯瑞奇紀念獎 英皇書院 2014
- 李鍵邦 「自潔門柄」二等獎 中華基督教會譚李麗芬紀念中學 [5]2015
- 黃深銘 「自潔門柄」二等獎 中華基督教會譚李麗芬紀念中學 2015
- 朱逸浩、叶梓峰、姚诚鹄  「天然物料如叶绿素为太阳能光伏板发电」 「化學」大會獎三等獎 英皇書院 2015
- 周衍鋒 「4R-Tack」四等獎 瑪利諾神父教會學校 2015

### 台灣

#### 2005年
- - 大會獎：「以熱聲效應改善微電子裝置散熱的研究」，臺北市立麗山高級中學邢本元、黃維綱。
  - 團隊作品大會獎第三名；「再探渦流脫離是否可能為聖嬰發生動力」，高雄女中林彥君、葉育君。
  - 數學科大會獎第二名：「停車就是彈硬幣」，台北市立建國高級中學賴俊儒。
  - 動物學科大會獎第三名：「安德遜繩虎生活史、行為能力及棲息地之研究」，國立高雄師範大學附屬高級中學劉文豪。
  - 美國聲學學會獎特別獎：「以熱聲效應改善微電子裝置散熱的研究」，臺北市立麗山高級中學邢本元、黃維綱。
  - 美國聲學學會優選獎：「蟋蟀的聲音分析與聲音行為探討」，台北市立建國高級中學吳哲榕。
  - 美國氣象學會獎第二名：「再探渦流脫離是否可能為聖嬰發生動力」，高雄女中林彥君、葉育君。
  - 柯達公司獎第二名：「波動奇蹟-皂膜與皂水共振模式之研究」，國立新竹高中郭博鈞。
  - 國際電機電子工程學會獎團隊作品第三名：「灰階影像內容之檢索技術」，國立台中第一高級中學吳冠龍、尤孝庭。
  - MAT學會獎：「停車就是彈硬幣」，台北市立建國高級中學賴俊儒。

## 外部連結
- 官方網站 （页面存档备份，存于）
- 星之子